# Fighter
"Fighter" é uma canção da cantora norte-americana Christina Aguilera, gravada para o seu quarto álbum de estúdio Stripped. Foi composta e produzida pelo produtor canadiano Scott Storch, com o auxílio na escrita pela própria Aguilera. A sua gravação decorreu em 2002 nos estúdios The Enterprise, em Burbank, na Califórnia e Conway Studios, em Hollywood. Deriva de origens estilísticas de pop rock e rock, que infunde som electrónico com uma mistura de sintetizadores. A sua sonoridade é composta através dos vocais, juntando ainda acordes de guitarra. Liricamente, o tema aborda a história de um amante que cometeu algum erro com a protagonista. Segundo a própria artista, celebra os tempos difíceis para a criação de uma "lutadora", explicando as várias fases da sua vida e como as traições a mudaram enquanto pessoa.
A canção foi enviada para as áreas radiofónicas mainstream através da RCA Records a 13 de fevereiro de 2003, servindo como terceiro single do projecto. Mais tarde, foi comercializado em CD single, maxi single e DVD. A recepção por parte da crítica sobre a música foi positiva, pois os analistas consideraram-na uma "arena rock", enquanto que a letra foi adjectivada por "poderosa e inspiradora" e os vocais "confiantes e fortes". Depois do seu lançamento, alcançou a terceira posição no Canadá, Europa e Reino Unido, além de ter ficando entre as vinte faixas mais vendidas na Austrália, Áustria, Bélgica, Estados Unidos, Espanha, Noruega, entre outros países com maior abrangência para o território europeu. Este desenvolvimento positivo resultou em duas certificações para a música; disco de ouro atribuído pela Australian Recording Industry Association (ARIA) e Recording Industry Association of America (RIAA).
O vídeo musical foi dirigido por Floria Sigismondi e lançado a 9 de Abril de 2003 através do programa já extinto Total Request Live. O tema retratado é simplista com destaque para a metamorfose de progressão lenta, mas constante, de Aguilera e da sua força interior, inicialmente com o coração partido, e no final tornando-se inquebrável. A faixa recebeu várias interpretações ao vivo como parte da sua divulgação, como na cerimónia Video Music Awards de 2003 e no programa televisivo The Voice, inclusive esteve no alinhamento das digressões mundiais Stripped World Tour, Justified & Stripped Tour e Back to Basics Tour, que passaram por países como Austrália, Alemanha, Estados Unidos, Reino Unido e Suíça. A canção foi regravada por Darren Criss para a série Glee, além de receber outras versões por outros artistas. O tema tornou-se ainda no hino oficial nas eliminatórias de 2003 da NBA. A 7 de Novembro de 2008, "Fighter" foi incluindo no primeiro álbum de grandes êxitos da cantora, intitulado Keeps Gettin' Better: A Decade of Hits, que compilava as suas obras de assinatura. Em 2012, Aguilera lançou uma música intitulada "Army of Me", gravada para o seu sétimo disco Lotus, cuja foi descrita pela própria como uma sequela para "Fighter".

## Antecedentes e lançamento
"Acho ['Fighter'] o regresso perfeito após uma canção como a 'Beautiful'. Dei-lhe um lado totalmente diferente de 'Dirrty' e 'Beautiful,' e agora vou voltar com um pouco mais de agressividade, e acho que é uma auto-capacitação para qualquer mulher e irei trabalhar com uma directora no vídeo, portanto estou muito, muito animada."

—Aguilera numa entrevista com a MTV News sobre a canção.

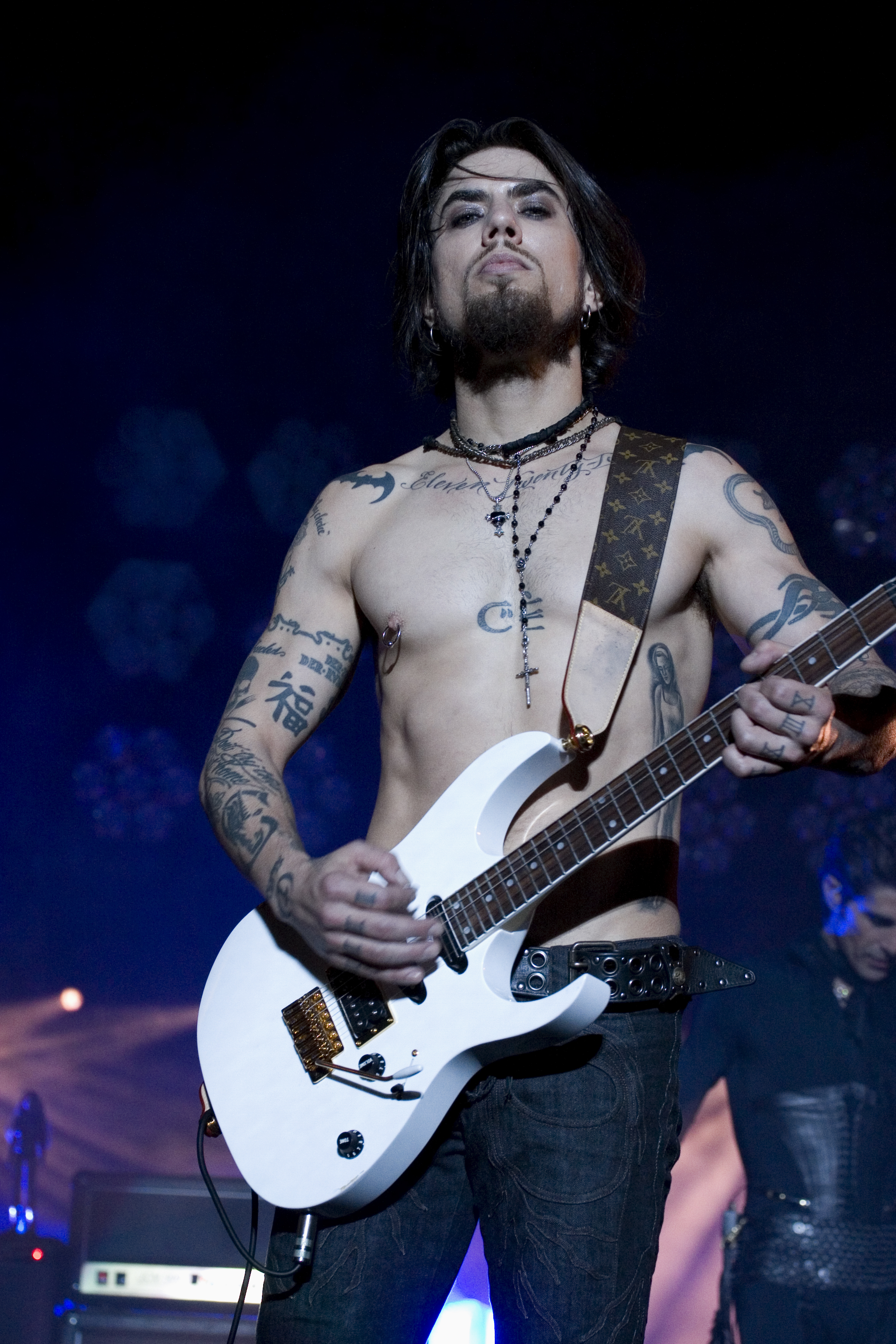
O guitarrista Dave Navarro trabalhou na faixa com o seu instrumento.

O instrumentista norte-americano Dave Navarro trabalhou na faixa utilizando a sua guitarra. Navarro falou sobre a colaboração, dizendo: "Ela só perguntou-me se iria descer para o estúdio e tocar. Eu disse, 'Claro'. Levou 90 minutos do meu dia. Não poderia ter sido mais doce comigo".
Ao falar sobre o tema da música, a cantora revelou o seguinte: "Cresci num lar muito caótico e violento, onde não me sentia muito segura. Comecei a escrever música, ambas melodias e letras, quando tinha 15. Numa retrospectiva, eu percebo que usei-a como uma libertação, como uma sessão terapêutica. Foi desta maneira que encontrei a minha voz. Estava conectada com a música e escapei da minha vida em casa. Na escola, estava chateada e alienada por causa da minha paixão pela música. Então, nutre um pouco de dor pessoal, mas as coisas aparentemente negativas tornaram-me mais inteligente e mais forte. Eu soube antecipadamente das pessoas ao meu redor na indústria que estavam presentes pelos motivos errados".
Christina também explicou o significado da canção no livro Chicken Soup for the Soul: The Story Behind The Song: "Eu escrevi-a para o meu quarto álbum, Stripped, e estava muito determinada para reflectisse quem eu era. Houve uma enorme explosão pop na época e eu fazia parte dessa onda, senti-me sufocada. Eu estava contente com o sucesso inicial que permitiu-me a liberdade de escrever o que eu queria para a próxima. Escrevi 'Fighter' quando estava em digressão a promover o meu primeiro CD. Tinha títulos e ideias e podia decidir sobre o que queria escrever. Tive de me sentar e tentar que os meus sentimentos e experiências fizessem sentido. Aprendi muito com o primeiro álbum que me ajudou a desenvolver".
O tema foi enviado para as rádios norte-americanas a 13 de Março de 2003 através da editora RCA Records. Foi ainda lançado um disco de vinil no Reino Unido, além do CD single e maxi single. Em alguns territórios europeus, a melodia também foi comercializada numa versão em DVD que incluía o teledisco original do single.
Em 2012, Aguilera lançou uma música intitulada "Army of Me", gravada para o seu sétimo disco Lotus, cuja foi descrita pela própria como uma segunda versão de "Fighter". Numa entrevista com Andrew Hampp para a revista norte-americana Billboard, a cantora explicou as semelhanças com o registo de 2002:
| “ | Há uma canção chamada 'Army of Me' que é uma espécie de 'Fighter 2.0'. Existe uma nova geração de fãs de um público mais jovem que pode não me ter acompanhado desde sempre, mas sim desde do programa [The Voice] agora. Sinto que todas as gerações devem ser capazes de desfrutar e ter a sua faceta 'lutadora'. Desta vez, a maneira como foi concebida musicalmente, senti que era ideal para esta época e geração. Haverá sempre um lado lutador em mim, que irá ultrapassar os obstáculos e barreiras [impostas]. Todos estes [jovens de] seis anos de idade que me conhecem de carregar no botão e girar numa cadeira vermelha grande que não estiveram por perto para o real 'Fighter', esta é a minha oportunidade de recarregá-lo, rejuvenescê-lo e fazer algo moderno para eles. | ” |

## Estilo musical e letra
"Fighter" é uma canção de tempo moderado que incorpora elementos de estilo pop rock e rock, produzida pelo canadiano Scott Storch. A sua gravação decorreu em 2002, nos estúdios The Enterprise, em Burbank, na Califórnia e Conway Studios, em Hollywood. A sua composição foi construída com acordes de guitarra a cargo de Dave Navarro, Aaron Fishbein, John Goux e vocais fortes de Aguilera. Consiste ainda no uso de bateria por Kameron Houff, baixo por Tarus Mateen e instrumento de cordas por Larry Gold. No seu primeiro single com um maior suporte à música rock, Aguilera soa aparentemente insatisfeita enquanto lamenta e grita sobre um homem que cometeu um erro. No entanto, numa reviravolta surpreendente, a artista não quer reclamar ou insultá-lo, na verdade, quer agradecer-lhe. No refrão, pode-se ouvir: "Porque isso faz-me muito mais forte / Faz-me trabalhar um pouco mais no duro... Portanto obrigada por me tornar uma lutadora". De acordo com a revista Teen Ink, embora os críticos vejam a letra como irritada e vingativa, a cantora está a revelar as suas verdadeiras emoções que permite que outros adolescentes se identifiquem com ela".
A letra foi escrita por Christina Aguilera e Scott Storch. De acordo com a partitura publicada pela Universal Music Publishing Group, a música é definida no tempo de assinatura moderado com um metrónomo de 96 batidas por minuto. Composta na chave de sol maior com o alcance vocal que vai desde da nota baixa de lá, para a nota de alta de mi. No tema, Christina está marcada e dá uma lista dos erros cometidos contra a sua pessoa; a mentira, a fraude, a manipulação, etc. aborda a história de um amante que cometeu algum erro com a protagonista. Segundo a própria artista, celebra os tempos difíceis para a criação de uma "lutadora", explicando as várias fases da sua vida e como as traições a mudaram enquanto pessoa. No início, a cantora canta: "Depois de tudo que você me fez passar / Você acha que eu o desprezo / Mas, no fim, eu quero agradecer-lhe / Porque faz-me muito mais forte". Mas depois, Aguilera admite: "Depois de tudo roubado e todas as mentiras / Vais provavelmente achar que eu sinto ressentimentos por ti... / Porque se não fosse por tudo o que tentaste fazer / Eu não sei / O quão provavelmente eu era capaz de passar por isto / Por isso quero agradecer-lhe".

## Recepção pela crítica
As críticas após o lançamento da faixa foram geralmente positivas. Sal Cinquemani da revista Slant Magazine, em análise ao disco Stripped, escreveu que era uma canção "rock-R&B híbrida". David Brownie da Entertainment Weekly considerou que "o álbum tem momentos", referindo-se "que a balada "Beautiful" é mais contida e o suporte de metal de "Fighter" mais corajoso do que seria de esperar de uma prostituta na pista de dança e que gosta de exibir seu poder de pulmão". Enquanto analisava a sua compilação Keeps Gettin' Better: A Decade of Hits, Nick Levine do sítio Digital Spy chamou a música "de uma arena de rock estruturada", enquanto que Nick Butler do Sputnikmusic adjectivou-a de "excelente". Jacqueline Hodges da BBC Music denominou o tema de "hilariante", enquanto que Jancee Dunn da publicação Rolling Stone "é uma incursão estéril para o rock".
Paul Matthews do portal UK Mix comentou o seguinte: "Os seus vocais são, provavelmente, mais finos do que alguma vez foram, ajudando-a a diferenciar-se ainda mais das suas rivais". Outro editor da mesma página prezou a melodia, acrescentando que é um "hino, e sem dúvida, que se torna num dos seus clássicos". "A voz de Christina soa tão brilhante como sempre", acrescentou. O sítio Traveling to the Heart criticou positivamente a obra, afirmando que: "Mais uma vez, ela usa a força natural da sua voz para transmitir as emoções necessárias, ou seja, a vulnerabilidade, ingenuidade e confiança para citar algumas. Rock-pop, no entanto, é um género em que ela precisa de crescer. Fighter é um grande começo e com o tempo vai amadurecer nesse género tal como no seu R&B".
O single tornou-se no hino oficial nas eliminatórias de 2003 da NBA, sendo reproduzida durante os comerciais de promoção da competição. Inclusive, foi filmado um vídeo oficial para as finais da liga em que com Aguilera interpretava uma coreografia em conjunto com os seus dançarinos num campo de basquetebol.

## Vídeo musical

Aguilera numa das cenas do teledisco, após a sua transformação que simbolizava a sua evolução metafórica de uma larva para crisálida.

O vídeo musical foi dirigido por Floria Sigismondi. Antes da divulgação do projecto, Sigismondi disse que esperava ver a sua assinatura de teatralidade obscura, explicando o seguinte à MTV News:
| “ | A canção é um pouco sobre transformação, então considerei um pouco natura, o caminho da natureza que lida com a transformação. É basicamente sobre chegar de um lugar muito envenenado até um lugar de força. Sempre tive esse medo de traças, e inconscientemente, escrevi isso [guião] com as mesmas nele, então acho que tenho de lidar com isso. São peludas e carregam sujidade. Descobri na antiga mitologia que é suposto representar a alma. Acho que é muito apropriado. | ” |

A sua estreia ocorreu a 9 de Abril de 2003 através do canal MTV, no programa já extinto Total Request Live, contudo, ficou disponível na iTunes Store dos Estados Unidos, de França e Portugal no ano seguinte em Janeiro, coincidindo com a edição do CD single no continente europeu.
A trama, com uma duração superior a três minutos, começa com a artista a utilizar um quimono de veludo preto, com uma tez pálida, e longos cabelos negros. Inicialmente, a cantora está presa numa caixa de vidro, e o seu traje de origem chinesa é ondulante como um balão. Três bailarinas góticas comem fruta e depois desaparecem. De seguida, a artista liberta-se a partir do reservatório, partindo-o. Posteriormente, um vestido branco esfarrapado e coberto de traças é apresentado, simbolizando a sua evolução metafórica de uma larva para crisálida. Além disso, o cabelo torna-se branco, e várias traças sobrevoam sobre a cantora. Perto do fim, Christina utiliza uma veste de aranha inspirada em Elvira, mais uma vez proclamar que é uma lutadora. No final do teledisco, numa cena que parece fazer referência ao director e coreógrafo australiano Richard James Allen com o filme No Surrender, a jovem parte a câmara. O projecto mostra a metamorfose de progressão lenta, mas constante de Aguilera e da sua força interior, que primariamente demonstra um coração partido, mas torna-se inquebrável no final.

## Divulgação e outras versões

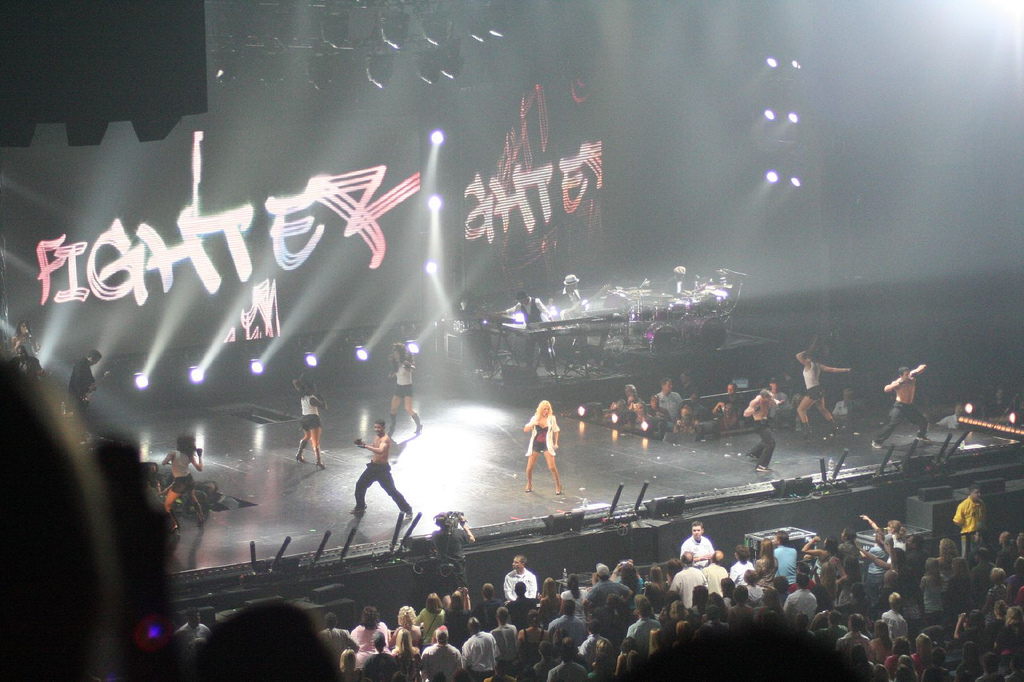
Aguilera a interpretar a música durante a digressão Back to Basics Tour.

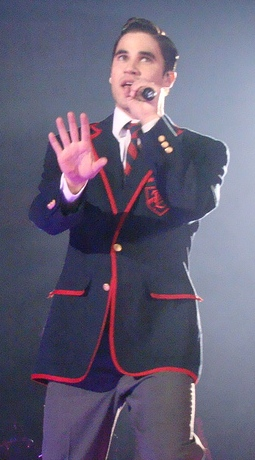
O actor e cantor Darren Criss interpretou a sua versão da música na série de televisão Glee.

Enquanto promovia o álbum, Aguilera interpretou diversas vezes a canção, em vários lugares. A sua primeira performance foi durante a edição de 2003 da cerimónia MTV Video Music Awards, numa mistura com "Dirrty". Dave Navarro juntou-se à cantora durante a promoção. Na sua digressão mundial Stripped World Tour, a obra também fez parte do seu alinhamento após "Walk Away". Durante o desempenho, a artista e os seus quatro bailarinos partilham o palco, enquanto é mostrado um vídeo em que alguém se prepara para lutar. Durante a promoção do disco Back to Basics, a faixa foi interpretada durante o programa televisivo Good Morning America. A turné Back to Basics Tour também contou com a canção no seu alinhamento. Juntamente com "Ain't No Other Man", "Hurt" e "Candyman", Aguilera actuou ao vivo com "Fighter" na cerimónia anual MUZ-TV Awards.
Em 2010, no programa The Today Show, Christina fez um pequeno concerto para promover o seu sexto disco de originais Bionic, interpretando a música em conjunto com "Bionic", "Not Myself Tonight", "Beautiful" e "You Lost Me". No mesmo ano, a cantora voltou a repetir este tipo de promoção com mistura de trabalhos do seu repertório, juntado "Fighter", "You Lost Me", "Not Myself Tonight", "Genie in a Bottle" e "What a Girl Wants" no The Early Show em Junho. A 16 de Abril de 2012, a artista promoveu a melodia durante o talent show The Voice, no qual é uma das juradas e treinadora. A "Team Christina" apresentou o seu desempenho em conjunto com a sua mentora e foram apoiados por um coro do ensino secundário.
No episódio "Big Brother" da série televisiva Glee, foi transmitida uma versão da canção a 10 de Abril de 2012. Blaine, a personagem do actor Darren Criss, fez um desempenho a solo como uma saída para expressar suas frustrações com a chegada de Anderson Cooper. Esta variante conseguiu entrar na tabela musical da Billboard, Digital Songs na 58.ª posição e na Canadian Hot 100 em 85.º lugar. A competidora Nonô Lellis também apresentou a faixa durante a terceira série do The Voice Brasil, a 23 de Outubro de 2014, e cuja versão acabou por ser lançada na loja iTunes.

## Faixas e formatos
A versão em disco de vinil de "Fighter" contém duas faixas, sendo a primeira uma remistura a partir da canção original e outro trabalho dançante de "Beautiful". O CD single e maxi single possuem a mesma constituição do LP, juntando a música original. Foi ainda comercializado um DVD que disponibilizava o vídeo musical do single, além do alinhamento original.
| Vinil          |                                                           |         |  |
| N.º            | Título                                                    | Duração |  |
| 1.             | "Fighter" (Freelance Hellraiser "Thug Pop" Extended Edit) | 5:11    |  |
| 2.             | "Beautiful" (Valentin Club Mix)                           | 5:51    |  |
| Duração total: | Duração total:                                            | 11:02   |  |

| CD single, maxi single |                                                           |         |  |
| N.º                    | Título                                                    | Duração |  |
| 1.                     | "Fighter"                                                 | 4:05    |  |
| 2.                     | "Fighter" (Freelance Hellraiser "Thug Pop" Extended Edit) | 5:11    |  |
| 3.                     | "Beautiful" (Valentin Club Mix)                           | 5:51    |  |
| Duração total:         | Duração total:                                            | 15:07   |  |

| DVD            |                                 |         |  |
| N.º            | Título                          | Duração |  |
| 1.             | "Fighter" (vídeo musical)       | 4:15    |  |
| 2.             | "Fighter"                       | 4:13    |  |
| 3.             | "Beautiful" (Valentin Club Mix) | 6:00    |  |
| Duração total: | Duração total:                  | 10:28   |  |

## Desempenho nas tabelas musicais
A obra teve um desempenho moderado nas tabelas musicais à volta do mundo. Nos Estados Unidos, conseguiu alcançar as vinte faixas mais vendidas da Billboard Hot 100, entrando na 40.ª posição e subindo até à 20.ª. A Recording Industry Association of America (RIAA) certificou o single com disco de ouro pelas mais de 500 unidades distribuídas no país. Em Setembro de 2014, o tema já tinha vendido mais de 1 milhão e 184 mil descargas digitais no Norte da América. No Canadá atingiu a terceira posição na lista de temas mais descarregados. Internacionalmente, "Fighter" conseguiu entrar nas vinte mais vendidas de vários países, incluindo a Alemanha, Áustria, Dinamarca, Espanha, Hungria, Itália, Noruega, Nova Zelândia, os Países Baixos, o Reino Unido, a Suécia e Suíça. A música posicionou-se em quinto lugar na Austrália, sendo mais tarde certificado com ouro pela Australian Recording Industry Association (ARIA).
| Tabela musical (2003)                      | Melhor posição |
| ------------------------------------------ | -------------- |
| Alemanha - Media Control AG                | 13             |
| Austrália - ARIA Charts                    | 5              |
| Áustria - Ö3 Austria Top 40                | 12             |
| Bélgica - Ultratop (Flandres)              | 11             |
| Bélgica - Ultratop (Valónia)               | 27             |
| Canadá - Canadian Digital Singles          | 3              |
| Dinamarca - Tracklisten                    | 15             |
| Espanha - PROMUSICAE                       | 15             |
| Estados Unidos - Billboard Hot 100         | 20             |
| Estados Unidos - Billboard Pop Songs       | 5              |
| Estados Unidos - Billboard Adult Pop Songs | 28             |
| Hungria - MAHASZ                           | 8              |
| Itália - FIMI                              | 15             |
| Noruega - VG-lista                         | 12             |
| Nova Zelândia - RIANZ                      | 14             |
| Países Baixos - Dutch Top 40               | 8              |
| Reino Unido - UK Singles Chart             | 3              |
| Suécia - Sverigetopplistan                 | 12             |
| Suíça - Schweizer Hitparade                | 11             |

| Tabela musical (2003)          | Posição |
| ------------------------------ | ------- |
| Austrália - ARIA Singles Chart | 74      |
| Reino Unido - UK Singles Chart | 99      |
| Suíça - Schweizer Hitparade    | 77      |

| País           | Provedor | Certificação |
| -------------- | -------- | ------------ |
| Austrália      | ARIA     | Ouro         |
| Estados Unidos | RIAA     | Ouro         |

## Créditos
Todo o processo de elaboração da canção atribui os seguintes créditos pessoais:
- Christina Aguilera – vocalista principal, composição, produção vocal, arranjos;
- Scott Storch - composição, produção;
- E. Dawk - produção de vocais, arranjos;
- Tony Maserati - mistura;
  - Anthony Kilhoffer - assistência;
- Wassim Zreik, Oscar Ramirez - gravação;
- Aaron Leply, John Morichal, Kevin Szymansai, Scott Whitting - engenheiros adicionais
- Larry Gold - instrumento de cordas;
- Kameron Houff - bateria;
- Dave Navarro, Aaron Fishbein, John Goux - guitarra;
- Tarus Mateen - baixo.

## Histórico de lançamento
"Fighter" começou a ser reproduzida nas rádios norte-americanas a 17 de Março de 2003. Na Europa, nomeadamente no Reino Unido, a 5 de Maio foi lançado em disco de vinil, e mais tarde em Junho em formato maxi single e DVD. Também recebeu comercialização em CD single nos Estados Unidos. 
| País           | Data                    | Formato          | Editora(s) discográfica(s) |
| -------------- | ----------------------- | ---------------- | -------------------------- |
| Estados Unidos | 17 de Março de 2003     | Rádio mainstream | RCA Records                |
| Reino Unido    | 5 de Maio de 2003       | Vinil            | RCA Records                |
| Reino Unido    | 9 de Junho de 2003      | Maxi single, DVD | RCA Records                |
| França         | 9 de Junho de 2003      | DVD              | RCA Records                |
| União Europeia | 13 de Fevereiro de 2003 | Maxi single      | RCA Records                |
| Mundo          | 13 de Fevereiro de 2003 | CD single        | RCA Records                |